# Kerripit River
Der Kerripit River ist ein Fluss im Osten des australischen Bundesstaates New South Wales.

## Geographie
Er entspringt an den Osthängen des Careys Peak im Barrington-Tops-Nationalpark. Von dort fließt er nach Osten durch größtenteils unbesiedeltes Gebiet bis zu seiner Mündung in den Barrington River südlich des Bowman State Forest.
Kurz vor seiner Mündung durchfließt er die Kleinstadt Rawdon Vale.

### Nebenflüsse mit Mündungshöhen
Der Kerripit River hat folgende Nebenflüsse:
- Tindag Creek – 271 m
- Pipeclay Gully – 240 m